# Konföderation von Thorn
Die Konföderation von Thorn war ein Zusammenschluss lutherischer und reformierter Adliger in Thorn im Jahre 1767 zur Bekräftigung ihrer Forderungen nach Religionsfreiheit in Polen-Litauen.

## Vorgeschichte
Für Protestanten und Orthodoxe war es in Polen in dieser Zeit nicht möglich, eigene Kirchen zu nutzen und eigene Gottesdienste zu feiern. Abweichungen vom römisch-katholischen Ritus standen offiziell immer noch unter Strafandrohung.
1764 kam mit Stanisław August ein neuer König auf den Thron, der von Russland installiert worden war und von Preußen geduldet wurde. Die russische Zarin Katharina II. machte Druck auf den polnischen Sejm, die Religionsfreiheit in Polen auch für die nichtkatholischen Christen (Dissidenten) zuzugestehen, allerdings ohne Erfolg.
Daraufhin schickte sie russische Truppen nach Polen.

## Thorner Konföderation
Am 20. März 1767 trafen sich in Thorn 309 lutherische und reformierte Adlige und formulierten ihre Forderungen und Beschwerden bezüglich einer freien Religionsausübung. Die Versammlung fand auf Betreiben und mit Unterstützung des russischen Botschafters in Warschau Nikolai Wassiljewitsch Repnin statt. Sie stand anfangs unter der Leitung von Georg Wilhelm von der Goltz.
Am gleichen Tag trafen sich in Sluzk orthodoxe Adlige, die nicht der griechisch-katholischen Kirche angehörten, und formulierten ihre Forderungen.

## Weitere Ereignisse
Im Juni 1767 trafen sich katholische Adlige in der Konföderation von Radom, die sich letztendlich den Forderungen der Dissidenten anschlossen.
Am 24. August scheiterte ein Antrag von Botschafter Repnin im Sejm, den Forderungen der Konföderationen nachzukommen.
Am 5. Oktober trat der Sejm erneut zusammen (Repnin-Sejm), diesmal hatte Repnin russische Truppen vor die Tore Warschaus beordern lassen. Er erklärte  sehr deutlich die Erwartungen der Zarin und ließ bald zwei widerspenstige katholische Bischöfe und zwei weitere Adlige festnehmen und nach Kaluga in Sibirien verbannen.
Es wurde beschlossen, den Sejm in förmlich eine Konföderation umzuwandeln, damit ein einfaches Mehrheitswahlrecht gelten kann. An den Beratungen waren auch Vertreter  Preußens, Russlands, Englands, Dänemarks und Schwedens beteiligt.
Am 24. Februar 1768 wurde als Ergebnis der Verhandlungen ein russisch-polnischer Vertrag beschlossen, der auch noch andere politische Fragen enthielt.
Am 5. März stimmte der Sejm der Vereinbarung zu. Sie sah vor, dass Protestanten und Orthodoxe eigene Kirchen und andere Gebäude besitzen und eigene Gottesdienste halten durften, es wurden Fragen von Mischehen, dem Abstand zwischen Kirchen und Umzügen verschiedener Konfessionen und weiteres vereinbart.

## Mitglieder der Konföderation
Der Konföderation schlossen sich über 300 Adlige aus Königlich Preußen, Groß- und Kleinpolen an, dazu einige preußische Städte.
Zu den wichtigsten Vertretern und Unterzeichnern der Deklaration gehörten
- Generalmajor Georg Wilhelm von der Goltz, Marschall der Konföderation
- Generalmajor August Stanislaus von der Goltz, Starost von Graudenz, später Marschall der Konföderation
- Paul Grabowski, Starost von Czechow
- Generalmajor Schack von Wittenau
- Adam Bronikowski